# Civica Margherita
La Civica Margherita (nome ufficiale La Margherita – per il governo del Trentino) è stato un partito politico della provincia autonoma di Trento, fondato nel 1998 e confluito nel 2008 nell'Unione per il Trentino.

## Storia
È stata ideata da Lorenzo Dellai (all'epoca del Partito Popolare Italiano) e da Gaetano Turrini (all'epoca organizzatore ed ispiratore di un universo di liste civiche), ed è stata il modello de La Margherita a livello nazionale.
Alle elezioni regionali del Trentino-Alto Adige del 22 novembre 1998 nel collegio di Trento (l'intera provincia) ha ottenuto 62.684 voti, il 22,02%, e otto seggi in consiglio provinciale. Nel febbraio 1999 Dellai è stato eletto presidente della provincia.
Alle elezioni provinciali del 26 ottobre 2003 la Civica Margherita ha ottenuto 69.856 voti, il 25,88%, e 12 consiglieri. Dellai è stato quindi riconfermato presidente della giunta.
Con l'assemblea del 29 ottobre 2006, viene eletto coordinatore del partito il consigliere provinciale Giorgio Lunelli, che rimarrà in carica fino allo scioglimento.
Alle elezioni politiche del 2008 Claudio Molinari, sindaco di Riva del Garda della Civica Margherita, è stato l'unico senatore del Partito Democratico ad essere eletto in Trentino, con il simbolo "SVP-Insieme per le autonomie".
La Civica Margherita, che a differenza de La Margherita nazionale non si era sciolta nel Partito Democratico, ha deciso nell'aprile 2008 di dare vita ad un nuovo partito regionale: l'Unione per il Trentino.

## Risultati elettorali
| Elezione         | Voti   | %     | Seggi   |
| ---------------- | ------ | ----- | ------- |
| Provinciali 1998 | 62.684 | 22,02 | 8 / 35  |
| Provinciali 2003 | 69.856 | 25,88 | 12 / 35 |